# Heldendichtung
Heldendichtung (auch Heldenepik, Heldenepos, Heldenlied, Heldensage) ist der Sammelbegriff für alle poetischen Formen, in deren Mittelpunkt eine Figur des heroischen Zeitalters steht.

## Griechische Tradition
Als die älteste Heldendichtung Europas gilt die homerische Epik (Ilias und Odyssee). Die griechische Götter- und Heldendichtung ist zugleich die umfangreichste auf dem Kontinent. Unsere Kenntnis über die griechische Heldendichtung reicht von Hinweisen und Berichten, wie sie etwa der frühe Chronist Hesiod, der Schriftsteller Plutarch oder der Historiker Thukydides geben bis zu original überlieferten, hoch anspruchsvollen dichterischen Werken, wie den Epen Homers oder den Tragödien von Aischylos, Sophokles oder Euripides. Die reiche Tradition der Heldendichtung lässt sich in Zyklen gliedern wie etwa die Dichtungen um die Titanen, die Argonauten oder um den Trojanischen Krieg. Sie lassen sich auch bestimmten Landschaften und Städten zuordnen wie Kreta, Böotien, Theben oder Korinth. Diese Auffassung, dass die Heldendichtung „aus der Mitte des ganzen Volkes hervorgegangen“ sei, hatten noch die Volkskundler der Romantik wie etwa Wilhelm Grimm vertreten. Vielmehr scheint es nach seiner Deutung näherliegend, dass sich (wie selbst in unserer wissenschaftsbetonten Zeit oft anzutreffen) die Stoffe und Dichtungen verselbstständigt haben und die Autoren und Dichter dabei allmählich in Vergessenheit gerieten.
Die griechische Heldendichtung hatte eine starke Ausstrahlungskraft, vor allem auf die klassische deutsche Dichtung des 18./19. Jahrhunderts, etwa bei Goethe, Schiller oder Kleist. So ist z. B. Goethes Faust II ohne eine profunde Kenntnis der griechischen Mythologie und Heldendichtung für den heutigen Leser kaum noch verständlich. Heinrich von Kleist stellte eine weibliche Heldin, die Amazone Penthesilea, ins Rampenlicht der neueren Dichtung. Aber auch antike Dramatiker wie der römische Tragödiendichter Quintus Ennius  oder der Franzose Jean Racine schöpften aus der griechischen Heldendichtung für eigene Werke.

## Germanische Tradition

### Altenglisch, althochdeutsch, altnordisch
Grundlage der Heldendichtung sind historische Personen und Ereignisse (im germanischen Bereich meist solche aus der Zeit der Völkerwanderung), aber auch mythische Figuren und Vorstellungen wie die Ereignisse um Sigurd, den Drachentöter (Brot af Sigurdarkvidu) oder die Helfahrt der Walküre Brunhilde (Helreid Brynhildar).
Dabei ist unter den Mediävisten umstritten, ob wie Felix Genzmer, Hans Kuhn, später auch Hermann Schneider meinen, die Heldendichtung aus dem Stoff der volkstümlichen Heldensagen hervorging, die Sagenstoffe also bereits vor der Dichtung bestanden, oder ob umgekehrt (wie Andreas Heusler und seine Schule oder Jan de Vries glaubten) die Dichter und Liedersänger diese Sageninhalte erst mit ihren Liedern erschufen.
Die früheste poetische Form der Heldendichtung ist das sogenannte Heldenlied, das im 5. bis 8. Jahrhundert als episch-kompakte Dichtform im germanischen Kulturkreis ausgeprägt wurde. Dabei lassen sich altenglische Lieder wie das Finnsburglied, althochdeutsche wie das Hildebrandslied und altnordische, wie sie in der Edda, etwa mit dem Wölundlied (Volundarkvida) oder dem Alten Atlilied (Atlakvida) überliefert und zumindest bruchstückhaft erhalten sind, regional und sprachhistorisch unterscheiden.
Die Heldenlieder wurden an den germanischen Fürstenhöfen von wandernden Sängern auswendig vorgetragen und in der Regel nicht aufgezeichnet. Das stabreimende Hildebrandslied ist das einzige, wenigstens bruchstückhaft erhaltene, deutsche Heldenlied.

### Mittelhochdeutsch
Das Sagenmaterial der alten Lieder wurde in der mittelhochdeutschen Epoche entsprechend dem veränderten Zeitgeist in ausladenden Verserzählungen weiterentwickelt. Es entstanden die Großepen um Siegfried und die Nibelungen, um die historischen Figuren Theoderich der Große (Dietrich von Bern) und den König der Hunnen, Attila, dessen in der mittelhochdeutschen Heldendichtung verwendete Namensform Etzel sich lautgesetzlich aus der Vorform Attila herleiten lässt.

## Frauengestalten

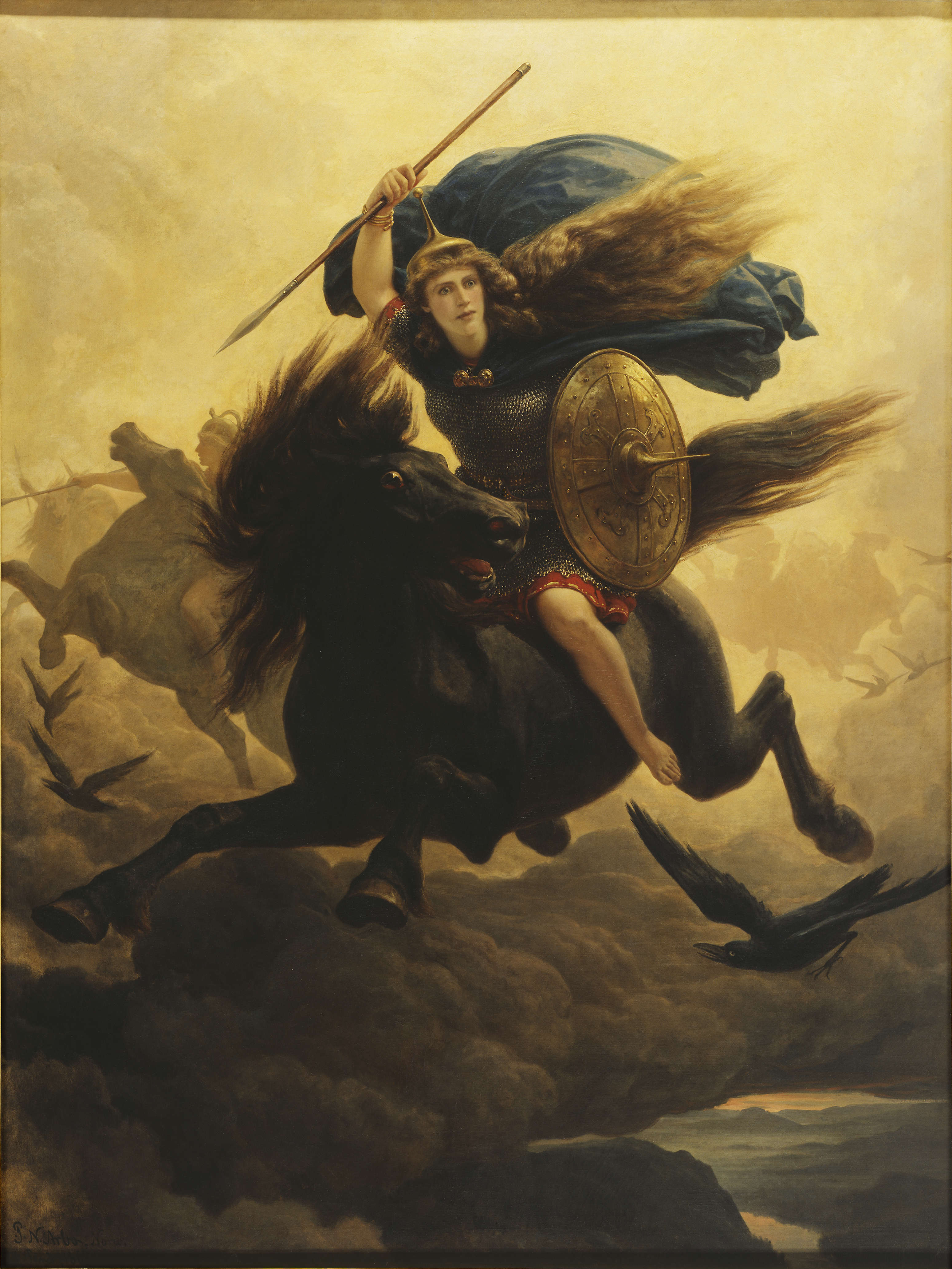
Die Walküre, Gemälde von Peter Nicolai Arbo 1865

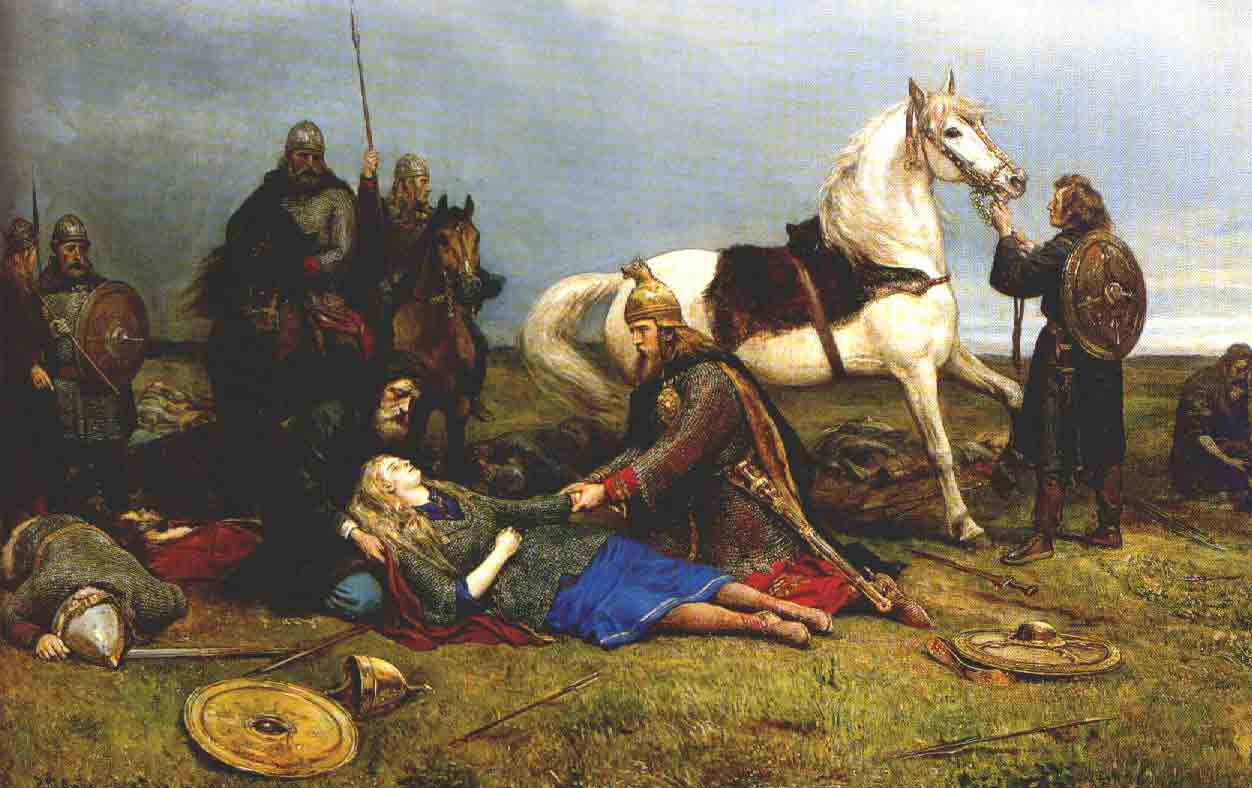
Hjörvards Tod, Gemälde von Peter Nicolai Arbo

Einzelne Frauengestalten erhielten sowohl in der knappen Lieddichtung der Urzeit als auch in der Großepik des Mittelalters neben den Männern immer wieder tragende Rollen. So entstand etwa ein ganzer Liedkreis um die Walküre Brünhilde, Königin von Island. Die Frauen traten als Antreiberinnen zu Rachefeldzügen ihrer Männer, aber auch selbst als aktive Kämpferinnen auf. Der Name Brynhildr, Brünhilde, auch Brünnhilde, bedeutet ursprünglich „die in einer Brünne (= Kampfpanzer) kämpft“. Brünhild(e) fordert ihre männlichen Brautwerber zu einem Mehrkampf um Leben und Tod. Kriemhild enthauptet im Nibelungenlied den Mörder ihres Mannes Siegfried eigenhändig mit dem Schwert. Hjörvard betätigt sich in der isländischen Hervarar-Saga als kämpfende Kriegerin in Männerkleidern. Im Hervorlied (Hervararkviða) wird ihr ein eigenes Heldenlied gewidmet.

## Romanische Tradition
In der romanischen Tradition steht das zwischen 1075 und 1110 entstandene altfranzösische Rolandslied mit Karl dem Großen und dem Haupthelden Roland im Zentrum der Heldendichtung.

## Slawische Tradition
Seit dem 11. Jahrhundert entstanden Heldengedichte (Bylinen) in Russland, die alle historische Hintergründe haben, so etwa die Sage von Sanko oder das Igorlied über einen missglückten Feldzug eines russischen lokalen Fürsten Ende des 12. Jahrhunderts, in dem über die Uneinigkeit der Russen geklagt wird. 
In Polen und Tschechien existieren verschiedene Versionen des dynastischen Mythos der Brüder Lech, Čech und Rusen. 
Aus jüngerer Zeit, vor allem aus der Zeit der Kämpfe gegen die Türken, stammen die südslawischen Heldendichtungen.

## Außereuropäische Tradition
Ein bedeutendes außereuropäisches Heldenepos ist das persische (heute Iran) Nationalepos Schahname (Das Buch der Könige) von Abū l-Qāsem-e Ferdousī (940–1020) mit über 50.000 Versen. Das Schahname weist insofern eine Besonderheit auf, da den Sagen um den Helden Rostam, Erzählungen von der Schaffung der menschlichen Zivilisation (mythisches Zeitalter) vorausgehen und historische Berichte nachfolgen, die bis in die Zeit der Sassaniden reichen. Ferdousī verbindet in Schahname Mythen der Vergangenheit, zoroastrisches Gedankengut und iranische Geschichte und schafft damit eine eigenständige, nicht-islamische Identität des Iran, die bis in die heutige Zeit nachwirkt.

## Schriftliche Entwicklung
Mit der Entwicklung der Buchkultur und in Anlehnung an die schriftliterarischen Großepen in lateinischer und persischer Sprache wurde das Heldenlied zum Heldenepos ausgeweitet, das als epische Großform mit breiten Schilderungen und zahlreichen Nebenhandlungen ausgefüllt ist. Die europäische Entwicklung begann in England mit dem Beowulf (10. Jahrhundert), in Frankreich im 11. Jahrhundert (Chanson de geste) und erfasste dann im 12. Jahrhundert Spanien (Cantar de Mio Cid) sowie das deutschsprachige Gebiet, dessen ältestes und bekanntestes Epos das Nibelungenlied ist. Auch die alt- und mittelirische Táin Bó Cuailnge lässt sich zur Heldendichtung zählen.
Das Heldenepos mit seinem Stoff aus der germanischen Heldensage steht im Gegensatz zum höfischen Ritterepos, das seinen Stoff aus französischen, lateinischen oder orientalischen Quellen nimmt.
Im Spätmittelalter wurden die gereimten Heldenepen in großen Sammlungen vereinigt (Heldenbücher) und fanden zum Teil, in Prosa aufgelöst, als Volksbücher eine große Leserschaft. Im 15. bis 17. Jahrhundert erschienen die alten Stoffe im deutschen Sprachraum daneben in der kürzeren Form der Ballade, in gedruckten Liederbüchern und auf fliegenden Blättern wie das Jüngere Hildebrandslied. Wie weit diese gesungene strophische Ausformung der Heldendichtung historisch zurückreicht, ist umstritten.